# Real Madrid Baloncesto
Real Madrid Baloncesto je španjolski košarkaški klub iz Madrida. Osnovan je 1932. godine i najuspješnija je selekcija sportskog društva, uz nogometni klub Real Madrid. Košarkšaka momčad do sada je osvojila 35 naslova španjolskog prvaka, od čega sedam i deset naslova u nizu te je deset puta bila europski prvak. Osvojili su još 25 izdanja španjolskog Kupa Kralja, 4 Kupa pobjednika kupova i isto toliko Interkontinentalnih kupova. Danas je klub član španjolske prve lige i Eurolige. 

## Trofeji

### Međunarodni
- Euroliga / Europska liga / Kup prvaka : 11
  - 1963./64., 1964./65., 1966./67., 1967./68., 1973./74., 1977./78., 1979./80., 1994./95., 2014./15., 2017./18., 2022./23.

- Eurokup / Europski kup / Kup pobjednika kupova : 4
  - 1983./84., 1988./89., 1991./92., 1996./97.

- ULEB kup :  1
  - 2006./2007.

- Kup Radivoja Koraća : 1
  - 1987./88.

- Interkontinentalni kup / Svjetsko klupsko prvenstvo : 5
  - 1976., 1977., 1978., 1981., 2015.

- Copa Latina : 1
  - 1953.

- ACEB europski superkup (Torneo Internacional ACB "Memorial Héctor Quiroga")  : 3
  - 1985., 1988., 1989.

### Španjolski
- ACB liga / Španjolsko prvenstvo  : 35
  - 1956./57., 1957./58., 1959./60., 1960./61., 1961./62., 1962./63., 1963./64., 1964./65., 1965./66., 1967./68., 1968./69., 1969./70., 1970./71., 1971./72., 1972./73., 1973./74., 1974./75., 1975./76., 1976./77., 1978./79., 1979./80., 1981./82., 1983./84., 1984./85., 1985./86., 1992./93., 1993./94., 1999./2000., 2004./05., 2006./07., 2012./13., 2014./15., 2015/16., 2017/18., 2018/19

- Kup Kralja : 27
  - 1951., 1952., 1954., 1956., 1957., 1960., 1961., 1962., 1965., 1966., 1967., 1970., 1971., 1972., 1973., 1974., 1975., 1977., 1985., 1986., 1989., 1993., 2012., 2014., 2015., 2016., 2017.

- Španjolski superkup: 4
  - 1984., 2012., 2013., 2015.

### Regionalni
- Torneo Comunidad de Madrid : 20
  - 1984., 1985., 1986., 1987., 1989., 1991., 1994., 1995., 1997., 2000., 2004., 2005., 2006., 2007., 2008., 2009., 2010., 2011., 2012., 2013.

- Prvenstvo Kastilje : 11
  - 1933., 1942., 1943., 1944., 1948., 1949., 1950., 1953., 1954., 1956., 1957.

- Trofeo Marca : 8
  - 1957., 1958., 1961., 1962., 1963., 1964., 1966., 1967.

### Ostalo
- Trostruka kruna : 2
  - 1965, 1974

## Poznati igrači
| - Santi Abad - Pablo Aguilar - Juan Aísa - Alberto Angulo - Lucio Angulo - José Ángel Antelo - José Miguel Antúnez - Alberto Aspe - Antonio Bueno - Miguel Ángel Cabral - Marcos Carbonell - Pep Cargol - Juan Antonio Corbalán - Alfonso del Corral - Martín Ferrer - Alberto Férriz - Víctor Férriz - José Luis Galilea - Carlos García - Héctor García - Javier García Coll - Óscar González - Tomás González - Juan Antonio Hernández - Raúl Hernández - Eduardo Hernández-Sonseca - Alberto Herreros - Iker Iturbe - José Lasa - José Luis LLorente - Toño LLorente - Daniel López - Juanjo López - Juan Manuel López Iturriaga - Sergio Luyk - Davíd Marina - Antonio Martín Espina - Fernando Martín Espina - Fernando Mateo - Raúl Mena - Juan Antonio Morales - Daniel Muñoz - Roberto Núñez - Juan Antonio Orenga - Ricardo Peral - Javi Pérez - Darío Quesada - Carlos Rodríguez - Emiliano Rodríguez - Marcos Rodríguez - Álex Mumbrú | - Fernando Romay - Nacho Romero - Quique Ruiz Paz - Rafael Rullán - Lolo Sainz - Ismael Santos - Lorenzo Sanz - José María Silva - Enrique Suárez - Francisco Velasco - Enrique Villalobos - Daniel Yusta - Raúl López - José Biriukov - Wayne Brabender - Brad Branson - Ariel Eslava - Josh Fisher - Nikola Lončar - Clifford Luyk - Jan Martín - Mikhail Mikhailov - Richard Nguema - Johnny Rogers - Siço Simón - Mike Smith - Lucas Victoriano - Paul Rogers - Jean Marc Jaumin - Mirza Delibašić - Filip Videnov - Bojan Bogdanović - Damir Mulaomerović - Dražen Petrović - Mario Stojić - Žan Tabak - Marko Tomas - Ante Tomić - Domagoj Proleta - George Zidek - Mikkel Larsen - Alain Digbeu - Mickaël Gelabale - Jerome Moiso - Samuel Nadeau - Moustapha Sonko - Andrew Betts - Hansi Gnad - Antonios Fotsis - Michalis Pelekanos - Dušan Vukčević - Pat Burke | - Jay Larranaga - Stefano Attruia - Kaspars Kambala - Arvydas Sabonis - Rimas Kurtinaitis - Blagota Sekulić - Rolf Van Rijn - Maciej Lampe - José Ortiz - Dejan Bodiroga - Dražen Dalipagić - Aleksandar Đorđević - Igor Rakočević - Zoran Savić - Dragan Tarlac - Ratko Varda - Marko Milić - Kerem Tunçeri - Wendell Alexis - Derrick Alston - Michael Anderson - Joe Arlauckas - Tanoka Beard - Troy Delvon Bell - Elmer Bennett - Rickey Brown - Anthony Frederick - Justin Hamilton - Michael Hawkins - Skeeter Henry - Brian Jackson - Keith Jennings - Bobby Martin - Ben McDonald - Mark McNamara - Erik Meek - Zachary Noble - Dennis Nutt - Wayne Robinson - Alex Scales - Brent Scott - Mark Simpson - Charles Smith - Larry Spriggs - Walter Szczerbiak - Linton Townes - Joe Wallace - Quinton Hosley - Carl Herrera |

## Vanjske poveznice
- Službena stranica kluba (šp.) / (engl.) / (jap.)
- Službena stranica Real Madrida